# Пиргандж (город, Рангпур)
Пиргандж (бенг. পীরগঞ্জ, англ. Pirganj) — город на севере Бангладеш, административный центр одноимённого подокруга. Площадь города равна 3,21 км². По данным переписи 2001 года, в городе проживало 6260 человек, из которых мужчины составляли 52,54 %, женщины — соответственно 47,46 %. Плотность населения равнялась 1950 чел. на 1 км². Уровень грамотности населения составлял 42,2 % (при среднем по Бангладеш показателе 43,1 %). 